# Guarita (terra indígena)

## Terra Indígena do Guarita
O nome Guarita é um termo da língua portuguesa que significa "guarda", "vigia". Foi aplicado a uma Terra Indígena do povo Kaingang por um episódio histórico relacionado à Guerra do Paraguai, ocorrida no século XIX, da qual participaram muitos Kaingang em ajuda ao exército brasileiro.
A Reserva Indígena de Guarita, demarcada com cerca de 23 mil hectares, abriga o maior contingente de população Kaingang (cerca de 7 mil pessoas, de uma população total Kaingang de 30 mil pessoas).
A Reserva Indígena Guarita fica no Noroeste do Rio Grande do Sul, ocupando parte dos municípios de Tenente Portela, Redentora e Erval Seco. A principal língua falada ali é o Kaingang, além do Português e do Guarani (falado por uma pequena comunidade dessa etnia na mesma área).